# Redoute de Berwick
Pour les articles homonymes, voir Berwick.
La redoute de Berwick est une redoute située à Saint-Paul-sur-Ubaye, en France, nommée d’après le maréchal de Berwick.

## Description
La redoute de Berwick est une solide enceinte de forme triangulaire échancrée en triangles, munie de nombreuses meurtrières. Elle pouvait accueillir une cinquantaine de défenseurs et comportait un magasin à poudre et deux hangars.

## Localisation
La redoute est située sur la commune de Saint-Paul-sur-Ubaye, dans le département français des Alpes-de-Haute-Provence.

## Historique
La redoute de Berwick a été construite sous Louis XIV en 1694.
Après une longue période de désaffectation de plus d'un siècle, en 1891, le général Séré de Rivières la fait restaurer pour l'incorporer au système défensif de la haute vallée de l'Ubaye, face à l'Italie, mais aussi pour héberger une compagnie de génie (82 hommes) travaillant à la construction du fort voisin de Tournoux. Ensuite, des baraquements légers sont adossés aux murs d'enceinte pour abriter 193 autres ouvriers civils travaillant à Tournoux.
L'édifice est inscrit au titre des monuments historiques en 1940.